# إيجار باطني
ايجار باطني أو إيجار من الباطن (بالإنجليزية:underlease ) هو قيام مستأجر بتأجير عقار لشخص ثالث لفترة تقل عن مدة الإيجار الباقية بموجب عقد الإيجار المبرم مع مؤجره الأصلي.

## اقرأ أيضاً
- مستأجر من الباطن
- مؤجل
- مستحقات مؤجلة
- دفع مسبق
- ضمان إضافي
- مردود الاستثمار
- الحد الأدنى للعائد
- نظارة الحسابات
- صاحب بوليصة تأمين
- تخصيص الأموال
- حجم الأعمال (اقتصاد)
- التزام قانوني
- مركز مربح
- مركز تكلفة
- مركز استثماري
- عملة
- عملة قانونية
- عملة متداولة
- معدل الفائدة الإسمية
- معدل الفائدة الفعلية
- مصروفات جارية
- في الإيداع
- نقص
- عملة مضمونة بأصول
- أوراق تجارية مالية
- موارد المال
- مستحقات مؤجلة